# Coxicerberus fukudai
Coxicerberus fukudai är en kräftdjursart som först beskrevs av Ito 1974.  Coxicerberus fukudai ingår i släktet Coxicerberus och familjen Microcerberidae. Inga underarter finns listade i Catalogue of Life.